# Rande
Rande é uma localidade portuguesa do Município de Felgueiras que foi sede da extinta Freguesia de Rande, freguesia que tinha 2,06 km² de área e 982 habitantes (2011), e, por isso, uma densidade populacional de 476,7 hab./km².
A Freguesia de Rande foi extinta em 2013, no âmbito de uma reforma administrativa nacional, para, em conjunto com as freguesias de Pedreira e Sernande, formar uma nova freguesia denominada União das Freguesias de Pedreira, Rande e Sernande com a sede em Pedreira.
Antigamente conhecida como São Tiago de Rande, fez parte do concelho de Unhão , extinto em 1839; em 1840 integrava o concelho de Barrosas, até à sua extinção, passando a fazer parte do concelho (atual município) de Felgueiras a partir daí.
Conforme "Portugueses no Mundo", esta freguesia está historiada no livro Memorial Histórico de Rande e Alfozes de Felgueiras, ed. 1997, de Armando Pinto. E é terra de Francisco Sarmento Pimentel, autor da 1ª travessia aérea Portugal-Índia, do musicólogo Padre Luís Rodrigues, e do historiador Armando Pinto, autor de diversas obras, cronista e dirigente associativo, impulsionador da elevação da Vila da Longra, criador do museu local da Casa do Povo, etc.

## População
| População da freguesia de Rande | População da freguesia de Rande | População da freguesia de Rande | População da freguesia de Rande | População da freguesia de Rande | População da freguesia de Rande | População da freguesia de Rande | População da freguesia de Rande | População da freguesia de Rande | População da freguesia de Rande | População da freguesia de Rande | População da freguesia de Rande | População da freguesia de Rande | População da freguesia de Rande | População da freguesia de Rande |
| ------------------------------- | ------------------------------- | ------------------------------- | ------------------------------- | ------------------------------- | ------------------------------- | ------------------------------- | ------------------------------- | ------------------------------- | ------------------------------- | ------------------------------- | ------------------------------- | ------------------------------- | ------------------------------- | ------------------------------- |
| 1864                            | 1878                            | 1890                            | 1900                            | 1911                            | 1920                            | 1930                            | 1940                            | 1950                            | 1960                            | 1970                            | 1981                            | 1991                            | 2001                            | 2011                            |
| 424                             | 524                             | 484                             | 494                             | 606                             | 565                             | 606                             | 677                             | 692                             | 765                             | 684                             | 745                             | 761                             | 962                             | 982                             |

| Distribuição da População por Grupos Etários | Distribuição da População por Grupos Etários | Distribuição da População por Grupos Etários | Distribuição da População por Grupos Etários | Distribuição da População por Grupos Etários | Distribuição da População por Grupos Etários | Distribuição da População por Grupos Etários | Distribuição da População por Grupos Etários | Distribuição da População por Grupos Etários | Distribuição da População por Grupos Etários |
| -------------------------------------------- | -------------------------------------------- | -------------------------------------------- | -------------------------------------------- | -------------------------------------------- | -------------------------------------------- | -------------------------------------------- | -------------------------------------------- | -------------------------------------------- | -------------------------------------------- |
| Ano                                          | 0-14 Anos                                    | 15-24 Anos                                   | 25-64 Anos                                   | > 65 Anos                                    |                                              | 0-14 Anos                                    | 15-24 Anos                                   | 25-64 Anos                                   | > 65 Anos                                    |
| 2001                                         | 213                                          | 149                                          | 502                                          | 98                                           |                                              | 22,1%                                        | 15,5%                                        | 52,2%                                        | 10,2%                                        |
| 2011                                         | 151                                          | 156                                          | 559                                          | 116                                          |                                              | 15,4%                                        | 15,9%                                        | 56,9%                                        | 11,8%                                        |